# إرنست شاكلتون
السير هنري ارنست شاكلتون , صاحب الوسام الرتبة الفيكتورية الملكية، ضابط من رتبة الإمبراطورية البريطانية "رتبة فائقة الامتياز، زميل الجمعية الجغرافية الملكية (/ˈʃækəltən/; 5 يناير 1922) كان هو المستكشف القطبي الذي قاد ثلاث بعثات بريطانية إلى القطب الجنوبي، وواحدا من الشخصيات الرئيسية في الفترة المعروفة باسم عصر البطولات لاستكشاف القطب الجنوبي؛. ولد في 15 فبراير 1874 في مقاطعة كيلدير، أيرلندا، شاكلتون في أسرة أنجلو إيرلندية  إنتقل إلى سيدينهام في ضواحي جنوب لندن عندما كان في العاشرة. كانت تجربته الأولى في المناطق القطبية حيث كان الضابط الثالث لبعثات اكتشاف القطب تحت إمرة الكابتن روبرت فالكون سكوت 1901-1904، والتي أُعيد إلى وطنه في وقت مبكر لأسباب صحية، بعد أن أحرز هو ورفاقه سكوت وإدوارد أدريان ويلسون رقما قياسيا جنوبيا جديدا حيث ساروا على خط العرض 82 درجة جنوبا.
خلال الحملة الثانية لنمرود إكسبيديشن 1907-1909 هو وثلاثة من رفاقه إنشاء رقما قياسيا جديدا أقصى الجنوب لخط العرض في 88° S، فقط 97 ميل جغرافي (112 النظام الأساسي ميل، 180 كم) من القطب الجنوبي، أكبر صعود إلى القطب في تاريخ الإستكشاف. أيضا، صعد أعضاء فريقه جبل ايريبوس وهو البركان الأكثر نشاطا في المنطقة القطبية الجنوبية. على ضوء هذه الإنجازات، تم تقليد شاكلتون رتبة الفارس من الملك إدوارد السابع عند عودته.
بعد انتهاء السباق إلى قطب جنوبي في ديسمبر 1911 مع فتوحات رولد أموندسن، حوّل شاكلتون انتباهه إلى عبور القطب الجنوبي من البحر إلى البحر، عبر القطب. تحقيقا لهذه الغاية أنهى الإستعدادات لما أصبح يعرف بالإستكشاف الإمبراطوري عبر القطب المتجمد الجنوبي، في 1914-1917. وقد وقعت كارثة لهذه الحملة عندما حوصرت سفينتها  التحمل ، في كيس من الثلج، وسحقت ببطء قبل وصولها إلى الشاطئ. وقد نجا الطاقم حيث نصبت الخيام على المياه المتجمدة حتى تفككت، ثم من خلال إطلاق قوارب النجاة للوصول إلى جزيرة الفيل وفي نهاية المطاف إلى جزيرة مأهولة من جزر جزر ساندويتش الجنوبية بجورجيا الجنوبية وسط محيط عاصف في رحلة طولها 720 ميلا بحريا. استغلال شاكلتون الأكثر شهرة في عام 1921، قد عاد إلى القطب الجنوبي مع بعثة شاكلتون ورويت، لكنه توفي بسبب نوبة قلبية بينما كانت سفينته ترسو في جنوب جورجيا. وتم دفنه هناك بناء على طلب زوجته.
وبعيدا عن رحلاته، كانت حياة شاكلتون عاصفة مليئة بالأحلام التي لم تتحقق عموما. في بحثه عن سبل سريعة للثروة والأمن، وقد أطلق مشاريع تجارية والتي فشلت في تحقيق الازدهار، ومات غارقا في الديون. وعند وفاته، فقد أُشيد به في الصحافة، ولكن تم نسيانه بعد ذلك إلى حدٍّ كبير، في حين ترددت سمات بطولية من منافسه سكوت لعدة عقود. في وقت لاحق في القرن العشرين، كان شاكلتون «قد تمت إعادة اكتشافه», وبسرعة أصبح نموذجا يحتذى به للرواد الذين، في الظروف القصوى، قد بقوا وفريقهم معا في قصة البقاء على قيد الحياة بشكل وصفه المؤرخ القطبي ستيفاني باركيزيفسكي بأنه «لا يصدق».

## حياته
من مرحلة الطفولة المبكرة كان شاكلتون قارئ نهم، وهو ما أدى به إلى شغف المغامرة.  ودراسته من قِبل المربية حتى سن ال 11 سنة، عندما بدأ في مدرسة لودج التحضيرية في دولويتش تل الغربية، في جنوب شرق لندن. في سن ال 13، دخل كلية دولويتش  وقيل إن شاكلتون الشباب لا يميز ولا سيما نفسه بأنه عالم، وقيل أنه «يشعر بالملل» من خلال دراساته وهذا ما أدى به للخروج في الرحلات الاستكشافية في باقي حياته.

## روابط خارجية
- إرنست شاكلتون على موقع IMDb (الإنجليزية)
- إرنست شاكلتون على موقع الموسوعة البريطانية (الإنجليزية)
- إرنست شاكلتون على موقع ميوزك برينز (الإنجليزية)
- إرنست شاكلتون على موقع إن إن دي بي (الإنجليزية)
- إرنست شاكلتون على موقع قاعدة بيانات الفيلم (الإنجليزية)